# بيبي تشانغ
بيبي تشانغ (بالصينية: 张含韵) هي مغنية صينية، ولدت في 9 أبريل 1989 في سيتشوان في الصين.

## وصلات خارجية
- بيبي تشانغ على موقع IMDb (الإنجليزية)
- بيبي تشانغ على موقع ميوزك برينز (الإنجليزية)
- بيبي تشانغ على موقع ديسكوغز (الإنجليزية)
- بيبي تشانغ على موقع قاعدة بيانات الفيلم (الإنجليزية)